# ブリンカー (ライフゲーム)

ブリンカー

ブリンカー (blinker) は、1970年に発見されたライフゲームに最もよく出てくる振動子である。周期は2で、熱は4である。
出現する頻度は、ブロックの次の次（2位は蜂の巣）に高く（ブロックの40%くらい）、信号灯を4つのブリンカーとみなすときはブロックの出現率を上回る。高速なコンピュータで見ると瞬いて見えることからこの名前がついた。